# Edvinas Kloniūnas
Edvinas Kloniūnas (ur. 28 czerwca 1998 w Szawlach) – litewski piłkarz grający na pozycji środkowego defensywnego pomocnika w klubie NK BSK Bijelo Brdo.

## Kariera
Profesjonalną karierę piłkarską rozpoczął w FK Kauno Žalgiris. W 2015 roku został powołany do reprezentacji Litwy U-17. W 2017 roku zadebiutował w reprezentacji Litwy do lat 19 w meczu przeciw Estonii U-19. 10 października 2017 zagrał w meczu młodzieżowej reprezentacji Litwy z Polską U-21.